# Ralf Eggert (Triathlet)
Ralf Eggert (* 25. Dezember 1971 in Hamburg) ist ein ehemaliger deutscher Triathlet, mehrfacher Deutscher Meister sowie zweimaliger WM-Dritter (1994, 1995).

## Werdegang
1987 nahm der aus Prisdorf stammende Eggert in Barmstedt bei Elmshorn an seinem ersten Triathlon teil. Ab 1990 gehörte er der deutschen Triathlon-Nationalmannschaft an und er wurde vierfacher Triathlon-Meister auf der Kurzdistanz (1993, 1994, 1995 und 1999) sowie dreifacher deutscher Duathlon-Meister (1993, 2000 und 2001).

### Triathlon-Vizeeuropameister 1994
1994 wurde er Triathlon-Vizeeuropameister und Dritter bei der Weltmeisterschaft. Er startete für das Vitalia-Triathlon-Team.
1998 wurde der damals 27-Jährige in Kiel Studentenweltmeister.
Ralf Eggert studierte zunächst BWL bis zum Vordiplom an der Universität Hamburg und schloss das Studium an der Universität Kiel als Diplom-Kaufmann mit Schwerpunkt Sportökonomie ab. Beim Weltcup 2000 in Rio de Janeiro erzielte er als Sechster das beste Ergebnis eines Deutschen über die olympische Kurzdistanz seit 1998.
Im Oktober 2004 heiratete er auf Hawaii die Triathletin Nina Fischer und ab Januar 2009 engagierte sich Ralf Eggert für einige Zeit bei der Deutschen Triathlon Union (DTU) für die Triathlonjugend.
2012 ließ er sich in der Schweiz nieder. Von 2013 bis 2019 war er als Verkaufsleiter für einen Schweizer Sportartikelhersteller tätig. Seitdem ist er bei der DT Swiss AG in Biel als Road Marketing Manager beschäftigt. 

## Auszeichnungen
- 2004 erhielt Eggert die Sportplakette des Landes Schleswig-Holstein.[5]

## Sportliche Erfolge
| Datum/Jahr    | Rang | Wettbewerb                                          | Austragungsort    | Zeit     | Bemerkung                                                                  |
| ------------- | ---- | --------------------------------------------------- | ----------------- | -------- | -------------------------------------------------------------------------- |
| 23. Juli 2011 | 2    | Allgäu Triathlon                                    | Immenstadt        |          | Zweiter auf der olympischen Distanz                                        |
| 2004          | 1    | BerlinMan                                           | Berlin            | 02:06:43 | Sieg am Berliner Wannsee (1,5 km Schwimmen, 46 km Radfahren, 10 km Laufen) |
| 2000          | 2    | DTU Deutsche Meisterschaft Triathlon Kurzdistanz    | Frankfurt am Main |          | Deutscher Vizemeister auf der Kurzdistanz – hinter Lothar Leder            |
| 1999          | 1    | DTU Deutsche Triathlon-Meisterschaft                | Frankfurt am Main |          |                                                                            |
| 16. Aug. 1998 | 1    | FISU World University Triathlon Championships       | Kiel              | 01:50:22 | Studenten-Weltmeister                                                      |
| 1997          | 2    | DTU Deutsche Meisterschaft Triathlon Kurzdistanz    | Xanten            |          | Deutscher Vizemeister auf der Kurzdistanz – hinter Roland Knoll            |
| 1996          | 3    | ETU Short Distance Triathlon European Championships | Szombathely       |          | Europameisterschaft der ETU über die Kurzdistanz                           |
| 1996          | 2    | DTU Deutsche Meisterschaft Triathlon Kurzdistanz    | Losheim am See    |          | Deutscher Vizemeister auf der Kurzdistanz – hinter Stephan Vuckovic        |
| 12. Nov. 1995 | 3    | ITU Short Distance Triathlon World Championships    | Cancún            | 01:49:50 |                                                                            |
| 1995          | 1    | DTU Deutsche Triathlon-Meisterschaft                | Darmstadt         |          |                                                                            |
| 27. Nov. 1994 | 3    | ITU Short Distance Triathlon World Championships    | Wellington        | 01:52:40 |                                                                            |
| 1994          | 2    | ETU Short Distance Triathlon European Championships | Eichstätt         |          | Vizeeuropameister hinter dem Briten Simon Lessing                          |
| 1994          | 1    | DTU Deutsche Triathlon-Meisterschaft                | Witten            |          |                                                                            |
| 1993          | 1    | DTU Deutsche Triathlon-Meisterschaft                | Mengen            |          | Deutscher Triathlon-Meister auf der Kurzdistanz                            |
| 13. Okt. 1991 | 6    | ITU Triathlon World Championship Junior Women       | Gold Coast        |          | Junioren-Weltmeisterschaft                                                 |

| Datum/Jahr    | Rang | Wettbewerb                                     | Austragungsort    | Zeit     | Bemerkung                                                                                        |
| ------------- | ---- | ---------------------------------------------- | ----------------- | -------- | ------------------------------------------------------------------------------------------------ |
| 11. Sep. 2011 | 12   | Ironman Wisconsin                              | Madison           | 09:33:53 |                                                                                                  |
| 18. Okt. 2003 | 18   | Ironman Hawaii                                 | Hawaii            | 08:46:14 |                                                                                                  |
| 6. Juli 2003  | 8    | Ironman Germany                                | Frankfurt am Main | 08:39:33 | qualifiziert für einen Startplatz für die Weltmeisterschaft beim Ironman Hawaii                  |
| 22. Sep. 2002 | 5    | ITU Long Distance Triathlon World Championship | Nizza             | 06:24:58 | Die WM auf der Langdistanz wurde 2002 im Rahmen des Triathlon International de Nice ausgetragen. |
| 18. Aug. 2002 | 8    | Ironman Germany                                | Frankfurt am Main | 08:41:21 |                                                                                                  |
| 6. Okt. 2001  | 17   | Ironman Hawaii                                 | Hawaii            | 09:04:02 |                                                                                                  |
| 8. Juli 2001  | 4    | Ironman Europe                                 | Roth              | 08:28:24 |                                                                                                  |
| 9. Juli 2000  | 7    | Ironman Europe                                 | Roth              | 08:41:21 |                                                                                                  |

| Datum/Jahr | Rang | Wettbewerb                          | Austragungsort | Zeit | Bemerkung                                                                                                 |
| ---------- | ---- | ----------------------------------- | -------------- | ---- | --- |
| 2001       | 1    | DTU Deutsche Duathlon-Meisterschaft | Deutschland    |      | Deutscher Duathlon-Meister auf der Kurzdistanz                                                            |
| 2000       | 1    | DTU Deutsche Duathlon-Meisterschaft | Zeitz          |      | Deutscher Duathlon-Meister auf der Kurzdistanz                                                            |
| 1993       | 1    | DTU Deutsche Duathlon-Meisterschaft | Deutschland    |      | Deutscher Duathlon-Meister auf der Kurzdistanz (10 km erster Lauf, 40 km Radfahren und 5 km zweiter Lauf) |